# القشة التي قصمت ظهر البعير: الغذاء، الأرض، السعادة
فيلم Final Straw: Food, Earth, Happiness (القشة التي قصمت ظهر البعير: الغذاء، الأرض، السعادة) هو فيلم وثائقى/فن صدر في يونيه 2015, يأخذ  الجماهير إلي  عالم المزارع والمناظر الطبيعية الحضارية في اليابان وكوريا الجنوبية والولايات المتحدة بإجراء مقابلات مع العاملين الرئيسيين في الزراعة الطبيعية. بدأ الفيلم عندما قابل الفنان البيئي (باتريك م. ليدون) المحرر البيئى (سوهي كانغ) في سول بكوريا الجنوبية، وشرعوا في إجراء مقابلات مع قادة حركات البيئة والعدالة الاجتماعية. عند لقائه المزارع الكورى سيونج هيون شوى ومع ذلك قد أعجب الاثنان بطريقة تفكيره البيئية وطريقة عمله حيث بدأو في إنتاج فيلم عن الحركة. ليدون وكانغ قدموا استقالتهم في النهاية، وتخلوا عن معظم ممتلكاتهم، واصبحوا متشردين بإرادتهم لمدة اربع سنوات من اجل إنتاج الفيلم.
الفيلم مقسم إلى ثلاثة اقسام: (1) الحياة العصرية، (2) اسس وعقلية الزراعة الطبيعية، (3) الزراعة الطبيعية في الممارسة والحياة. ووفقا السينمائيين، بينما بدءوا في معرفة المزيد عن كيفية زراعة الطبيعية بحد ذاتها ليست عميقة الجذور في الاساليب، ولكن في طريقة تفكيرهم اختاروا استكشاف فلسفات الحياة وطرق تفكير ممارسي الزراعة الطبيعية بطريقة أكثر سلاسة وفن، وليس مفيدا; والنتيجة هي فيلم وثائقي غير تقليدي يتميز بطبقات موسيقية بطيئة إلى جانب المقابلات. دعا «تاملى، واذ تضع في اعتبارها» و"ملهمة دعوة إلى العمل." أطلق المؤلف والموسيقى اليسيا باى لوريل علي الفيلم «فيلم وثائقي وفني على حد سواء».

## الإنتاج
ليدون وكانغ قد أنفقا ما يسمونه«ضئيل» مدخرات العمر في الفيلم، إلى جانب جهود المزارعين المتطوعين والمترجمين والكتاب والموسيقيين الذين التقوا بهم أثناء رحلتهم. وعلى الرغم من أن الفيلم قد صُور وأُلف وحُرر بالكامل بواسطة المخرجين، اعترف المخرجان أن عملية إنتاج الفيلم جهد تعاونى مع أكثر من 200 متطوع المشاركون مباشرة في العملية بطريقة معينة. وسجل الألبوم الموسيقي للفيلم مع موسيقيين محترفين من كل من البلدان الثلاثة التي جرى التصوير فيها، كل من تبرع بوقته للمساهمة في مشروع الفيلم. مع المساعدة المستمرة من المتطوعين الدوليين في الفيلم، توفر الفيلم بأربع لغات (الإنجليزية والكورية واليابانية والفيتنامية، وثلاثة قيد العمل (الصينية والبرتغالية والفرنسية).

## الجولة واستقبال النقد

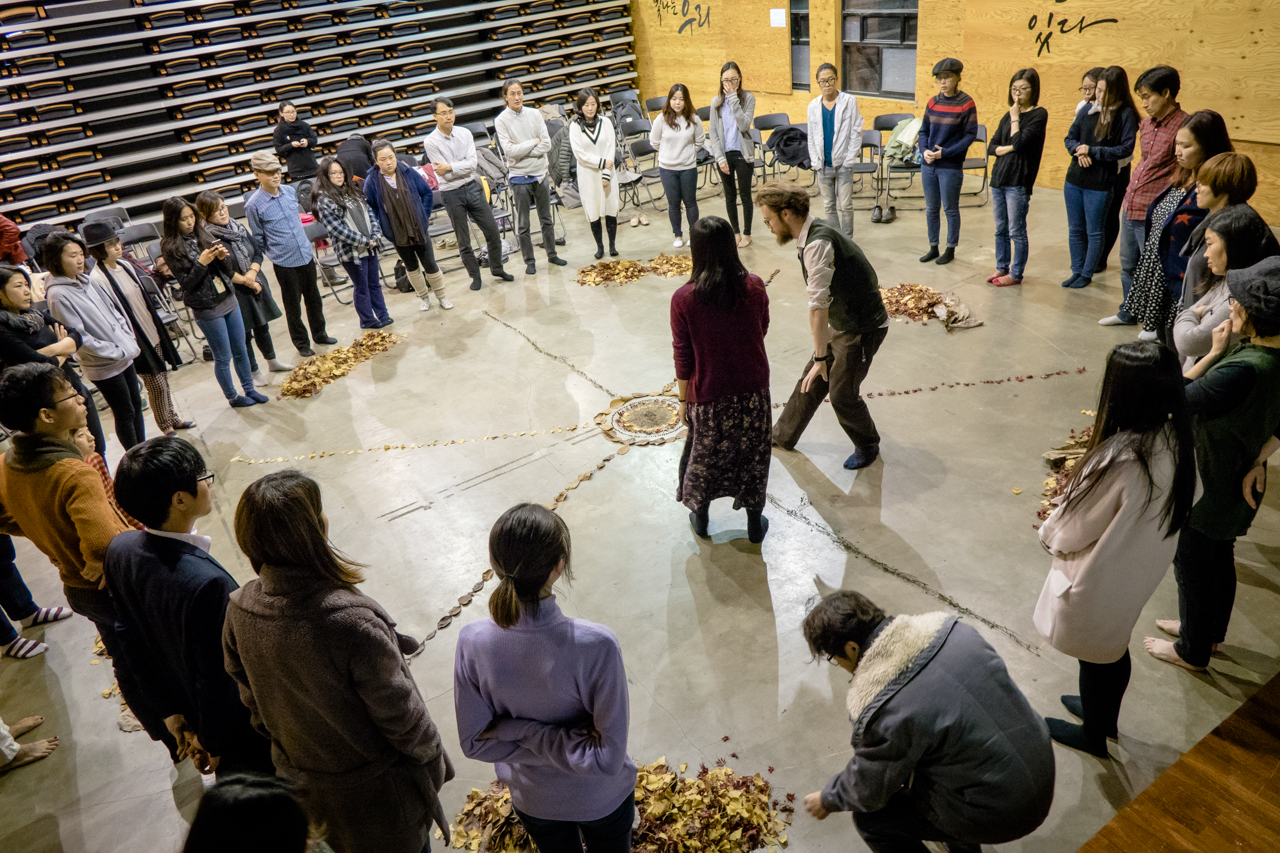
يستضيف الفنانون وصانعي الأفلام باتريك إم لوردون وسوهي كانغ ورشة عمل "ماندالا" بعد عرض فيلمهم في سيول، كوريا الجنوبية.

بسبب الإحباط لعدم وجود خيارات توزيع الأفلام ومهرجان الأفلام منخفضة التكلفة وبدون ميزانية، اتخذ صانعو الأفلام قرار إدارة التوزيع والجولات بالطريقة نفسها التي سلكوا بها التصوير، من خلال الجهود التعاونية. بمساعدة المتطوعين وأصحاب صالات السينما المستقلة ومنظمات المجتمع المحلى،  بدأوا جولة واسعة في جميع أنحاء اليابان وكوريا الجنوبية في الفترة من 2015 -2016، وفي النهاية عُرض الفيلم في أكثر من 130 موقعًا.
بدلًا من عرض الفيلم ببساطة، قرر مخرجا الفيلم نقل مؤسستهم الإعلامية الحالية SocieCity  إلى أداة للفن والمشاركة المجتمعية. أنشأءا نقطة لاستضافة الأحداث التفاعلية بجانب عروضهم وفي العديد من الحالات، أقاما في المجتمعات لمدة تصل إلى ثلاثة أشهر في وقت واحد لبناء الحدائق الطبيعية واستضافة مشروع يسمونهREALtimeFOO D، وهو مطعم «يزرع حسب الطلب» للربط بين أفكار الفيلم والممارسات في العالم الحقيقي في الزراعة والمواد الغذائية والحرف اليدوية. في معظم الحالات، مُولت تلك الجهود بواسطة المنح المقدمة من المنظمات الخيرية المحلية و/أو تدعمها المجتمعات نفسها.
تعقبت العديد من المجلات والصحف المهتمة بالطريقة غير التقليدية التي تم بواسطتها تصوير الفيلم في اليابان وكوريا المخرجين أثناء رحلتهم، ولا سيما Essen وBar and Dining ومجلات Road، وصحف Shikoku Shinbun وHuffington Post.
خلال الجولة، اختير الفيلم في النهاية من قبل المهرجانات تشمل مهرجان Tassie Eco وBelleville Doc.

## روابط خارجية
- القشة التي قصمت ظهر البعير: الغذاء، الأرض، السعادة على موقع IMDb (الإنجليزية)
- القشة التي قصمت ظهر البعير: الغذاء، الأرض، السعادة على موقع قاعدة بيانات الفيلم (الإنجليزية)
- القشة التي قصمت ظهر البعير: الغذاء، الأرض، السعادة على موقع ليتربوكسد (الإنجليزية)